# Чемпіонат світу з трекових велоперегонів 1935
Чемпіонат світу з трекових велоперегонів 1935 проходив з 10 по 18 серпня 1935 року в Брюсселі, Бельгія. Змагання проводилися у спринті та гонці за лідером серед професіоналів та у спринті серед аматорів.

## Медалісти

### Чоловіки
Професіонали
| Дисципліна       | Золото      | Срібло         | Бронза       |
| Спринт           | Джеф Шеренс | Альберт Ріхтер | Луї Жерардін |
| Гонка за лідером | Шарль Лакюе | Еріх Меце      | Жорж Ронсс   |

Аматори
| Дисципліна | Золото       | Срібло       | Бронза             |
| Спринт     | Тоні Меркенс | Арі ван Вліт | Джеф ван де Вайвер |

## Загальний медальний залік
| Місце  | Країна      | Золото | Срібло | Бронза | Загалом |
| ------ | ----------- | ------ | ------ | ------ | ------- |
| 1      | Третій Рейх | 1      | 2      |        | 3       |
| 2      | Франція     | 1      |        | 1      | 2       |
| 2      | Бельгія     | 1      |        | 1      | 2       |
| 4      | Нідерланди  |        | 1      | 1      | 2       |
| Всього | Всього      | 3      | 3      | 3      | 9       |